# Ischyropsalis muellneri
Ischyropsalis muellneri is een hooiwagen uit de familie Ischyropsalididae.